# Електронна етикетка

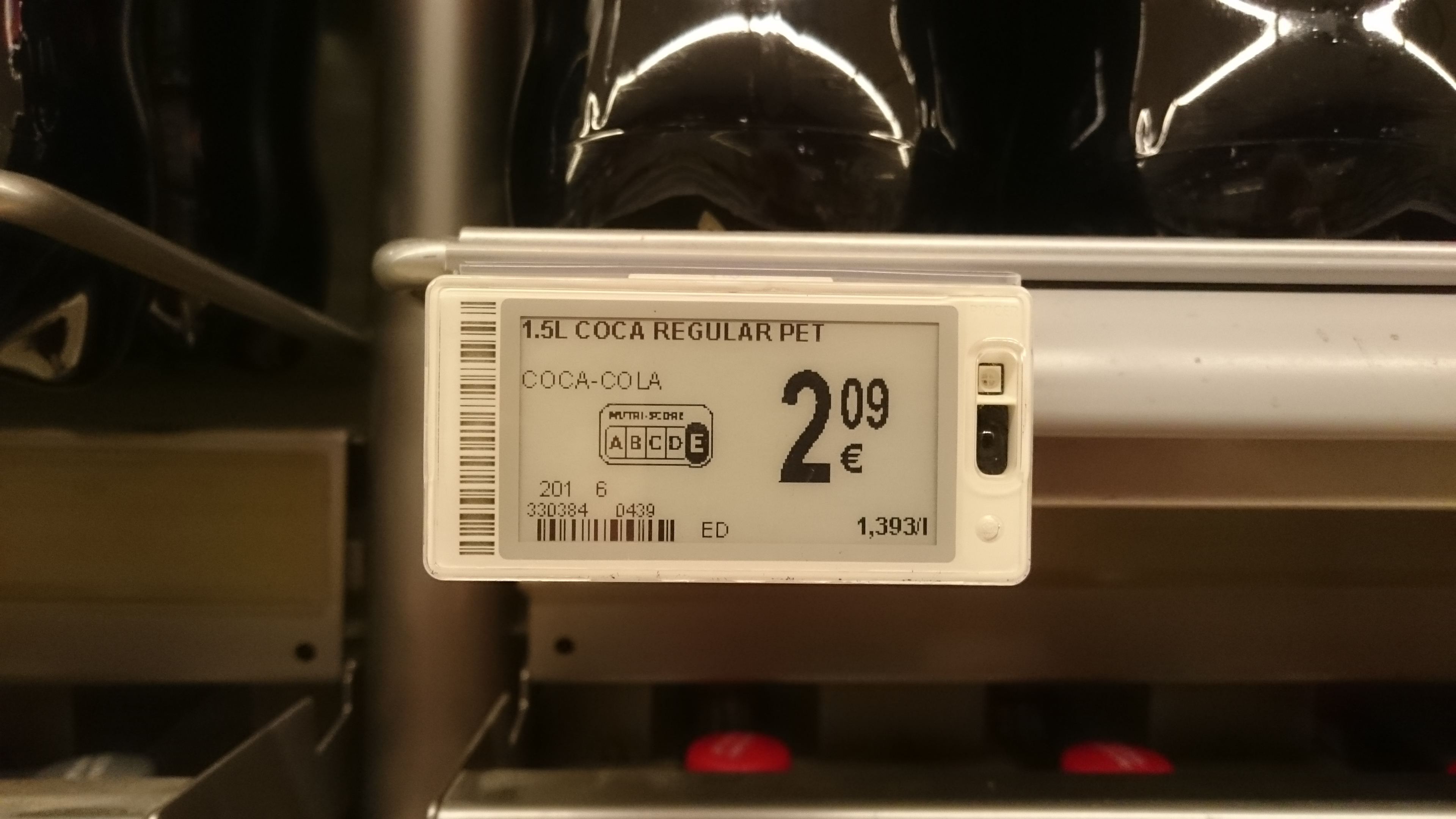
Електронний цінник

Електронний цінник (електронна етикетка) являє собою компактний дисплей. Інформація на нього надходить радіо або інфрачервоним інформаційним каналами. Сам цінник працює від мініатюрного літієвого джерела живлення, енергії котрого вистачає на 3-5 років роботи. Електронні цінники різні за розмірами, в залежності від об'єму інформації на дисплеї. Електронні цінники можна розміщувати в будь-якому місці магазину та переносити при потребі разом з товаром. Також  слід враховувати факт оновлення електронних цінників, що не завжди відбувається вчасно або автоматично, враховуючи окремі технічні та людські фактори тисяч окремих не централізованих торгових точок, супермаркетів, технологічно оснащені ринків, приватних торгових закладів, тощо. 
Переваги системи електронних цінників:
- зникають витрати на папір, друк та фізичну заміну цінників;
- зменшується кількість персоналу, що займається розміщенням і контролем за цінниками;
- з'являється можливість оперативного проведення тимчасових акцій зниження цін;
- синхронізуються ціни товару на полиці і в касі, зникають конфлікти з покупцями біля каси під час розрахунку.

Електронний цінник відповідає вимогам законодавства що-до об'єму інформації:
1. Найменування товару.
2. Найменування торговельної організації.
3. Країна виробник.
4. Дата.
5. Печатка організації.
6. Підпис відповідальної особи.

Найменування товару, найменування торговельної організації, країна виробник можуть бути виведені на екран (наклейку) цінника. Печатка організації і підпис відповідальної особи розміщується на наклейці, на задній частині цінника. Термін реалізації, ціна та інша інформація  відображається на дисплеї і змінюється по необхідності.
На жовтень 2020 року електронні цінники виробляються значною кількістю компаній. Світовими лідерами в цій галузі називають себе шведська компанія Pricer AB(publ), китайська компанія Hanshow і французько-австрійська компанія SES-imagotag. Офіційним партнером корпорації Pricer в Україні є компанія Сантаун-Україна. У США виробництвом електронних цінників займається компанія NCR Corporation, широко відома поставками банкоматів, касових апаратів і іншого торгового обладнання.
Існують дві групи електронних цінників, які значно відрізняються між собою за споживчими властивостями, ціною й галуззю застосування. Графічні цінники дозволяють виводити на екран повну інформацію про товар у вигляді растрового зображення, сегментні показують тільки ціну товару на сегментному індикаторі. Сегментні цінники істотно простіше й дешевше графічних, водночас графічні дозволяють повністю відмовитися від паперових технологій для інформування покупця про товар.

## Технологічний розвиток

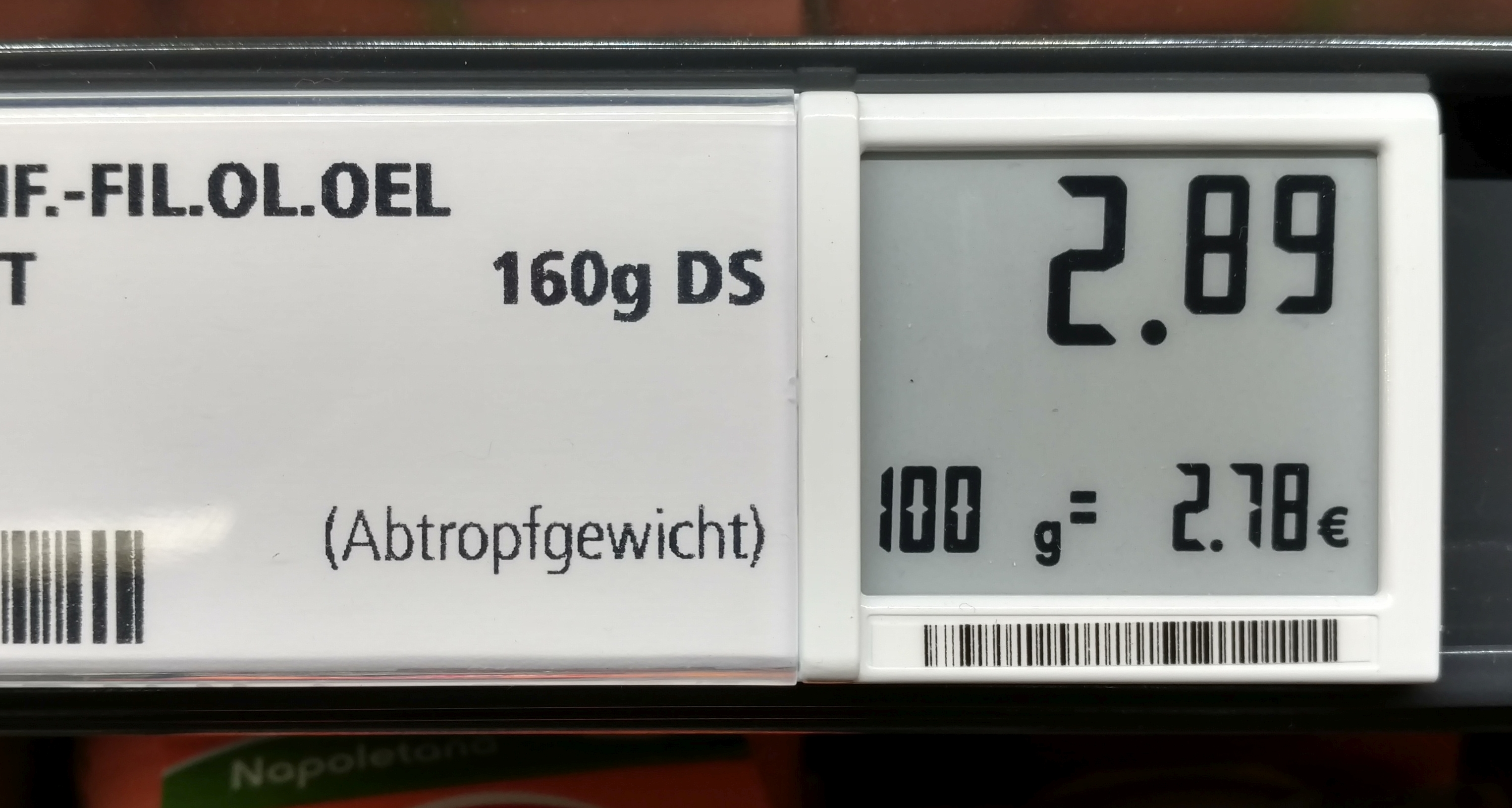

Модулі електронних цінників використовують електронний папір (E-paper) або рідкокристалічний дисплей (РК), щоб показати покупцеві поточну ціну продукту. Електронний папір широко використовується на електронних цінниках, оскільки він забезпечує чітке зображення, при цьому, не вимагаючи живлення для збереження зображення. При зміні ціни продукту електронний цінник автоматично оновить зображення цінника. Автоматична зміна ціни є головною перевагою електронних цінників. Бездротова мережа повинна мати необхідний радіус дії, швидкість, час автономної роботи та надійність. Бездротовий зв'язок може бути забезпечений через радіозв'язок, інфрачервоне або навіть видиме світло. Нині більшість електронних цінників працює на основі радіочастот.
Рідкокристалічні дисплеї електронних цінників надають зображення аналогічно тому, як калькулятор показує числові значення.
Сучасне покоління електронних цінників використовує дисплей електронного паперу і радіозв'язок, з інтеграцією з наявними роздрібними додатками, такими як система проти крадіжок, цифрові вивіски й лічильники відвідувачів. Завдяки інтеграції з різними пристроями для підрахунку відвідувачів, електронні цінники можуть відстежувати відвідувачів, які перебувають в магазині, на основі їх пересування. Продавці можуть завантажити план торгового залу в програму управління електронними цінниками, після чого споживачі будуть відстежуватися за допомогою пристрою підрахунку відвідувачів або за допомогою технології Bluetooth.

## Переваги

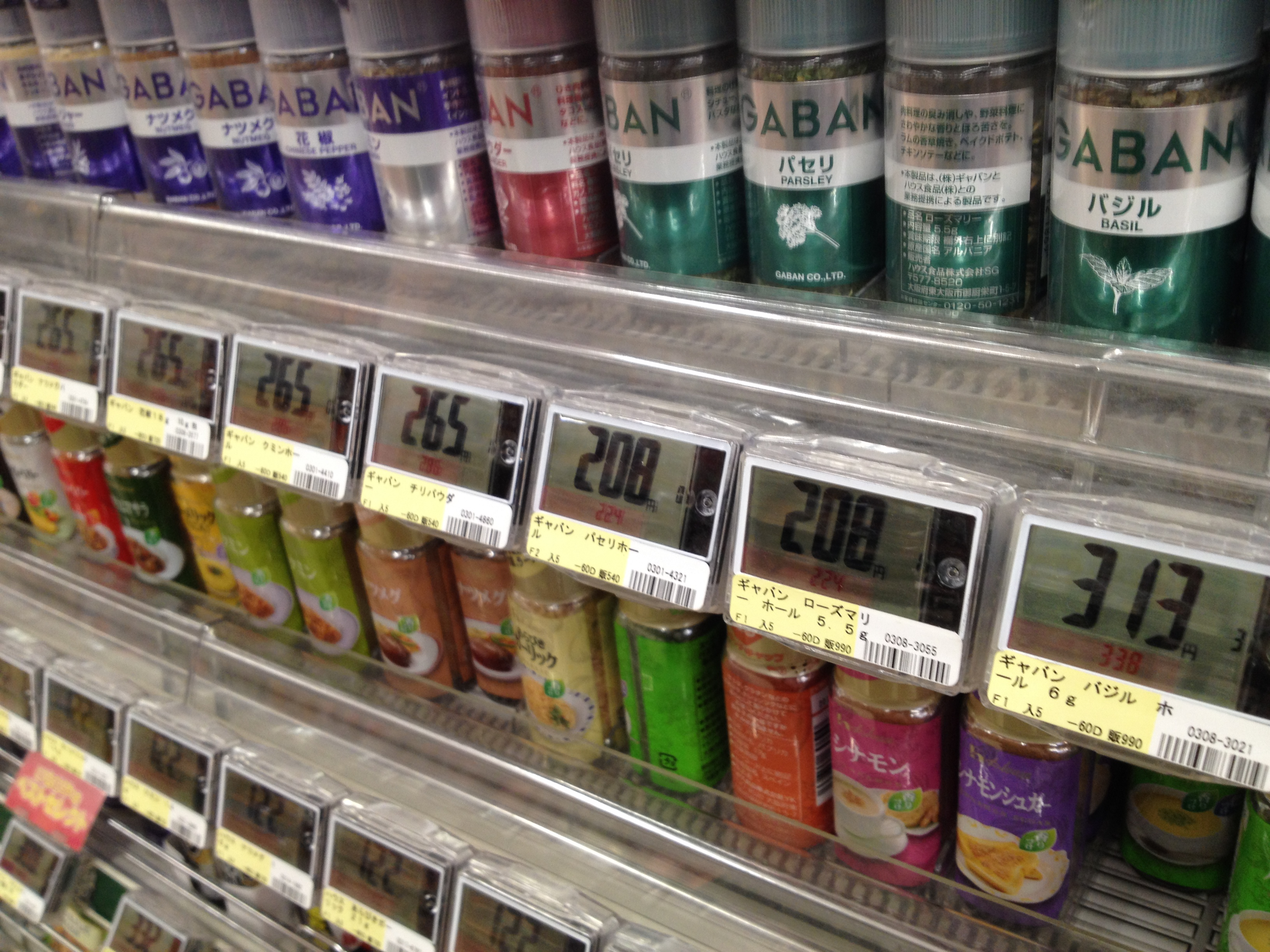
Електронні етикетки в Токіо

Автоматизовані системи електронних цінників скорочують трудовитрати на ціноутворення, підвищують точність ціноутворення і покращують модель динамічного ціноутворення. Динамічне ціноутворення - це концепція, при якій роздрібні торговці можуть змінювати ціни відповідно до попиту, онлайн-конкуренцією, рівнем запасів, терміном зберігання товарів і різними рекламними акціями. Нижче представлений перелік переваг використання електронних цінників:
Точне ціноутворення: ціни завжди оновлюються вчасно та в разі потреби, щоб відповідати встановленим цінами в програмному забезпеченні. В результаті цього зменшується упущена вигода від недооцінених товарів, оскільки споживачі зазвичай попереджають персонал про товари із завищеною ціною, а не навпаки.
Економія витрат: на відміну від традиційних цінників, коли ціни необхідно міняти й оновлювать; співробітникам більше не потрібно роздруковувати етикетки та вручну змінювати їх на полицях. Електронні цінники допомагають позбутися від необхідності підходити до кожної полиці і робити поновлення цінні, оскільки всі зміни вносяться в цифровому вигляді. Ця дія дозволяє значно заощадити на матеріалах і робочій силі при виробництві.
Пошук продукту: електронний цінник за потреби можна інтегрувати з гаджетом, який дозволяє знайти необхідний продукт. Покупець зможе ввести продукт, який він шукає, або за допомогою мобільного додатку, розробленого продавцем, або через зовнішні цифрові вивіски, щоб швидко знайти місце розташування продукту .
Теплокарта: деякі постачальники послуг електронних цінників інтегруються з пристроями Bluetooth з низьким енергоспоживанням для відстеження пересування споживачів і того, як довго вони залишаються в певному місці. Це робиться шляхом показу зображення плану поверху магазину в програмному забезпеченні для керування етикетками з теплової картою, яка б показала розташування гарячих точок на основі виявлення відповідей з районів з високою відвідуваністю.
Регулювати рівень запасів: управління запасами має вирішальне значення для торгівлі. Інформація про запаси може відображатися на переважній кількості моделей електронних цінників на основному екрані або додаткових сторінках, що можуть виводитися у відповідності до заданого алгоритму.